# 第7飛行隊 (陸上自衛隊)
第7飛行隊（だいななひこうたい）は、北海道札幌市東区の丘珠駐屯地に駐屯する、陸上自衛隊第7師団隷下唯一の航空科部隊。隊長は、2等陸佐。飛行隊モットーは「やるときはやる」。

## 沿革
- 1961年（昭和36年）2月：第7航空隊編成完結。
- 1962年（昭和37年）8月：第7飛行隊に改称、北部方面飛行隊に編合。
- 1994年（平成06年）3月：第7師団に隷属[1]。

## 主要装備
- UH-1J

## 歴代使用機
- L-19
- H-13
- OH-6J
- OH-6D
- UH-1B
- UH-1H
- UH-1J